# Veenendaal-Veenendaal 1987
La Veenendaal-Veenendaal 1987, seconda edizione della corsa, si svolse il 2 settembre su un percorso di 250 km, con partenza e arrivo a Veenendaal. Fu vinta dal belga Johan Capiot della squadra Roland-Skala-TW davanti all'olandese Jean-Paul van Poppel e all'altro belga Wim Arras.

## Ordine d'arrivo (Top 10)
| Pos. | Corridore            | Squadra                         | Tempo    |
| ---- | -------------------- | ------------------------------- | -------- |
| 1    | Johan Capiot         | Roland-Skala-TW                 | 6h02'33" |
| 2    | Jean-Paul van Poppel | Superconfex-Kwantum Hallen-Yoko |          |
| 3    | Wim Arras            | PDM-Ultima-Concorde             |          |
| 4    | Wim Meijer           | Caja Rural-Orbea                |          |
| 5    | Jan Bogaert          | Transvemij-Van Schilt-Floorgres |          |
| 6    | Koen Van Rooy        | Roland-Skala-TW                 |          |
| 7    | Patrick Verschueren  | Roland-Skala-TW                 |          |
| 8    | Rene Beuker          | PDM-Ultima-Concorde             |          |
| 9    | Michel Cornelisse    | Superconfex-Kwantum Hallen-Yoko |          |
| 10   | Fons van Katwijk     |                                 |          |